# ويليام غلين تيريل
ويليام غلين تيريل (بالإنجليزية: William Glenn Terrell)‏ هو قاضي ومحامي أمريكي، ولد في 24 يوليو 1878، وتوفي في 12 يناير 1964.